# ماموت کوتوله
 ماموت کوتوله (نام علمی: Mammuthus exilis) نام یک گونه از سرده ماموت است.